# Nerine filamentosa
Nerine filamentosa är en amaryllisväxtart som beskrevs av Winsome Fanny 'Buddy' Barker. Nerine filamentosa ingår i släktet Nerine och familjen amaryllisväxter. Inga underarter finns listade i Catalogue of Life.